# Mats Gustafsson (Radsportler)
Mats Gustafsson (* 23. Oktober 1957 in Uddevalla) ist ein ehemaliger schwedischer Radrennfahrer und nationaler Meister im Radsport.

## Sportliche Laufbahn
Gustafsson war Teilnehmer der Olympischen Sommerspiele 1980 in Moskau. Dort startete er im Mannschaftszeitfahren und belegte gemeinsam mit Bengt Asplund, Anders Adamsson und Håkan Karlsson den 12. Rang. Im olympischen Straßenrennen schied er aus.
1977 wurde er nationaler Meister im Mannschaftszeitfahren mit Alf Segersäll und Claes Göransson. Im britischen Milk Race gewann er 1978 und 1979 jeweils eine Etappe. Zwei Etappensiege errang er 1979 in der Niedersachsen-Rundfahrt.